# Liah Greenfeld
Liah Greenfeld là một trong số các giáo sư hàng đầu thế giới về bản sắc dân tộc (national identity) sau công trình nghiên cứu được xuất bản năm 1992. Các đóng góp mang tính mũi nhọn của bà được giới chuyên gia trong ngành ghi nhận qua bài thỉnh giảng danh dự (Gellner lecture) năm 2004, của Trường Kinh tế London (London School of Economics). Ngoài ra, bà còn là chuyên gia trong các lãnh vực như triết học khoa học xã hội, triết trong ngành văn hóa, xã hội hiện đại và so sánh văn minh.
Greenfeld sinh ra trong một gia đình Do Thái ở Liên Xô, từ năm 7 tuổi đã lên TV diễn violon, đoạt giải thưởng vùng Krasnodar cho thơ, đến năm 16 tuổi có bài được đăng trên báo Komsomolskaya Pravda, nhưng năm 1972 Liah Greenfled phải cùng gia đình di tản sang Israel. Năm 1982 bà nhận bằng tiến sĩ xã hội học và nhân học tại Đại học Hebrew, Jerusalem. Sau đó bà sang Đại học Chicago dạy và làm luận án tiến sĩ; đến 1994 về làm giáo sư cho Đại học Boston. Năm 2002 Giáo sư Greenfeld được trao tặng giải Kagan của hiệp hội lịch sử cho quyển sách hay nhất về lịch sử châu Âu.
Trong công trình nghiên cứu gắn liền với tên tuổi của mình (Nationalism: Five roads to modernity), Liah Greenfeld cho rằng quan niệm, nhận thức và kết cấu của bản sắc dân tộc ở mỗi xã hội không giống nhau, mà có thể dùng hai trục đối lập thể hiện đặc tính là thiên về cá nhân - thiên về tập thể (individual-collective)và sắc tộc - dân sự (ethnic-civic) để chia nhóm. Ở Anh và Mỹ ta thấy đậm nét cá nhân và dân sự. Pháp cũng có tính dân sự nhưng chú trọng nét tập thể hơn. Nga và Đức thuộc nhóm các dân tộc vừa có tính tập thể vừa nặng về sắc tộc. Khác biệt thể hiện ngay từ cách định nghĩa khái niệm dân tộc (nation) vì nó phụ thuộc vào quá trình sáng tạo ý tưởng mới và bối cảnh lịch sử lúc đó. Ví dụ ở Anh tới thời Tudor (TK 16) người ta mới dần mở rộng chữ nation từ một nhóm nhỏ thượng lưu ra toàn xã hội, đồng nghĩa với people.
Chìa khóa trong phương pháp luận của Greenfeld về dân tộc học chính là khái niệm identity mà có thể tạm dịch là bản sắc (hoặc có nơi dùng là căn cước), tức là "hình dung của nhân vật về bản thân", mà nhân vật ở đây có thể là một xã hội, mà bản sắc của nó chính là những mối quan hệ về giá trị (cảm nhân) đối với những đặc tính khách quan nào đó, hơn là chính các đối tượng khách quan đó, có nghĩa rằng bản sắc bản thân nó đã là chủ quan.
Theo Greenfeld, xã hội hiện đại bắt nguồn từ hệ tư tưởng dân tộc hay còn gọi là chủ nghĩa dân tộc (nationalism), đặt cơ sở trên chủ nghĩa thế tục (secularism), sự cởi mở và mức độ cá nhân hóa, cùng với trạng thái tạm gọi là phi luật (anomie). Nếu trong các nghiên cứu của Émile Durkheim, phi luật ở mức độ tâm lý khiến người ta mất phương hướng, kéo theo mất bản sắc, trầm cảm, có hành vi bất thường, bao gồm cả tự tử, thì ở tầm xã hội trong các nghiên cứu của Greenfeld, anomie chính là yếu tố cấu thành nên chủ nghĩa dân tộc và xã hội hiện đại. Có thể nói, hệ tư tưởng xã hội của bà có nhiều điểm tương đồng với các lý luận Mác-xít về biện chứng lịch sử như của Anthony Giddens và Ernest Gellner.
Lập luận về con đường từ vật chất đến ý thức được phát triển thông qua lý giải về văn hóa, được định nghĩa là sự truyền đạt mang tính biểu tượng giữa các thế hệ và quần thể, và là một quá trình tư duy trong não, tức là tư duy được coi là quá trình cá nhân hóa một văn hóa nào đó. Não người cũng giống như các loài động vật khác, đều có chức năng học và nhớ, nhưng còn có các đặc điểm riêng biệt là bản sắc, ý chí và tư duy qua biểu tượng. Bản sắc là quá trình tự định nghĩa bản thân, hay tự thể hiện bản thân qua biểu tượng (symbolic self-representation) trong mối quan hệ với thế giới bên ngoài. Ý chí không chỉ là logic đơn thuần mà còn là tín hiệu điều khiển cơ thể đi ngược lại chiều hướng tự nhiên vốn có, ví dụ như mệt nhưng vẫn cố hoàn tất công việc thay vì nghỉ ngơi theo đòi hỏi của tự nhiên.